# 勒南附近沙瓦讷
勒南附近沙瓦讷（法語：Chavannes-près-Renens）是瑞士联邦西部法语区的沃州下设的一个镇。在行政上属于西洛桑区管辖。勒南附近沙瓦讷的总面积为1.65平方公里。截至2010年底，总人口为6,920。